# Càrn Bàn Mòr
Càrn Bàn Mòr är ett berg i Storbritannien.   Det ligger i kommunen Highland och riksdelen Skottland, i den norra delen av landet, 700 km norr om huvudstaden London. Toppen på Càrn Bàn Mòr är 976 meter över havet.
Terrängen runt Càrn Bàn Mòr är huvudsakligen kuperad.Runt Càrn Bàn Mòr är det mycket glesbefolkat, med 2 invånare per kvadratkilometer. Närmaste större samhälle är Aviemore, 16,2 km norr om Càrn Bàn Mòr. Omgivningarna runt Càrn Bàn Mòr är i huvudsak ett öppet busklandskap.